# حلم الإرهاب
كتاب "حلم الإرهاب: الخوف والخيال في أمريكا بعد أحداث 11 سبتمبر"، من تأليف الكاتبة سوزان فالودي ونُشر في عام 2007، يناقش كيفية استخدام هجمات 11 سبتمبر 2001 لتشويه النسوية وإثارة الخوف والخيال في الثقافة الأمريكية. تستعرض فالودي كيفية تحول الخطاب الوطني إلى مهاجمة حقوق المرأة، معيدة بذلك تشكيل مفهوم "الرجولة" الأمريكية بطريقة تقليدية على حساب حقوق المرأة والمساواة.

## السياق
في 11 سبتمبر عام 2001، قام 19 متشددا من ضمن أفراد تنظيم القاعدة المتطرفين باختطاف أربع طائرات، وقاموا بتنفيذ هجمات انتحارية ضد أهداف محددة في الولايات المتحدة. تم أخذ طائرتين إلى أبراج مركز التجارة العالمي في مدينة نيويورك، وضربت الطائرة الثالثة البنتاغون خارج واشنطن العاصمة، أما الطائرهالرابعة فقد تحطمت في حقل في ولاية بنسلفانيا. [1]
العدد الإجمالي للقتلى بسبب هذه الهجمات كان حوالي2.753 شخص. [2] وكانت نسبة الرجال إلى النساء الذين قتلوا خلال هذه الهجمات هي 3: 1. [2]
تتعمق الكاتبة حول كيفية وصول كميات كبيرة من المتطوعين لمساعدة الضحايا الذين تم إنقاذهم من حادثة أبراج مركز التجارة العالمي. على الرغم من وجود عدد قليل جدا من الضحايا للمساعدة. فقد تم العثور على 21.744 جثة على هيئة بقايا، بينما تم العثور على 291 جثة «سليمة».[2]

## موجز
ألقت الكاتبة الضوء على تحليل الإعلام والسياسة والثقافة الشعبية لإيجاد الإجابة عن السبب الذي دفع المجتمع الأمريكي لمحاولة استعادة الأدوار «التقليدية» للرجل والمرأة بعد هجمات 11 سبتمبر. فقد استخدمت بشكل أساسي الأدلة القصصية والنوعية لدعم نظرياتها.
في النصف الأول من الكتاب، تشرح الكاتبة رد فعل المجتمع الأمريكي بعد أحداث 11 سبتمبر. وتشير إلى أن وسائل الإعلام كانت مسؤولة عن تشكيل خرافات حول «جون واين» ورجال الإطفاء في نيويورك، الذين أنقذوا النساء في المحن عقب الهجوم.
كما تم عرض شعارات جنسية مثل: «مع اقتراب الحرب، فإنه لا بأس من السماح للأولاد بأن يكونوا أولادًا مرة أخرى». في حين تم تهميش المرأة من قبل وسائل الإعلام، حيث أعيدت تسمية محاربين النار إلى رجال الإطفاء، لكن النساء لم يكن مؤهلات للحصول على «لقب البطل».
من الأمثلة الواضحة على كون الرجال هم الوحيدون المؤهلون ليكونوا أبطالًا ما حدث في الرحلة 93. فقد تم الترحيب برجال مثل تود بيمر -الذي كان أحد الرجال على متن الطائرة- كبطل، رغم عدم وجود دليل واضح على هذه الحقائق، بينما بالكاد تم ذكر ساندرا برادشو، مضيفة الطيران التي حاولت رمي الماء المغلي على الإرهابيين، في وسائل الإعلام. كما تم استنكار الخطاب النسوي باعتباره غير وطني.
أشعلت الحكومة النيران المناهضة للنسوية من خلال الدعاية للرجال العسكريين الأمريكيين الذين يحمون النساء الأمريكيات ويذهبون لإنقاذ النساء الأفغانيات من القمع.
كما كان هناك انخفاض كبير في عدد قضايا التمييز الجنسي التي تم رفعها في المحاكم الفيدرالية.
في الجزء الثاني من الكتاب، تتبعت الكاتبة تاريخ حب الثقافة الأمريكية للأساطير التي تمحورت دائمًا حول إنقاذ «النساء في المحن».
تحدثت الكاتبة أيضًا عن قصة جيسيكا لينش، أسيرة الحرب، التي ظهرت في البداية في وسائل الإعلام كفتاة قوية، لكنها سرعان ما تم تصويرها على أنها «فتاة في ضائقة» تحتاج إلى إنقاذ. على مدار التاريخ، استعان الإعلام بالرجال العضليين لنقل صورة تُظهر أن أمريكا قادرة على الدفاع عن نفسها ضد أي كيانات أجنبية.
ناقشت الكاتبة كيف تسببت هجمات الحادي عشر من سبتمبر في عودة الأمريكيين إلى هذه الأساطير المتأصلة في النفسية الأمريكية، وكيف أن محاولة استعادة الأدوار التقليدية للجنسين كانت مدفوعة بالخوف.
وفي النهاية، أضافت أننا بحاجة إلى أن نكون مجتمعًا متساويًا يحتضن التنوع والمواهب الفردية، بدلاً من التراجع إلى هذه الأيديولوجيات الزائفة التي تضر أكثر مما تنفع مجتمعنا.

## استقبال حاسم
قد قوبل «حلم الإرهاب» بآراء مختلطة من قبل النقاد.
فقد نشر في مجلة «يو إس إيه توداي» إحدى الأراء، ذكرت فيا أوليفيا باركر أن الكتاب «يثير ويستفز». ومع ذلك، فقد انتقد الكاتبة لاستخدامها مصادر ثانوية وليس إجراء مقابلات مع المصادر نفسها.
كما انتقدتها لعدم إعطاء أفراد وسائل الإعلام الذين هاجمتهم في كتابها فرصة لتوضيح موقفهم.
ذكرت الكاتبة كارول آن دوغلاسأن: «الكتاب بالتأكيد يركز على نقطة مهمة، لكنه يفتقر إلى التحليل الاقتصادي».وإشادة سارة تشيرشويل أستاذ في جامعة إيست أنجليا، بحجة فالودي.
ومع ذلك، انتقد كاركويل فالودي لمبالغتها وخلق أساطير خاصة بها.
حيث قال كاركويل: «في نهاية المطاف فالودي مذنبة بمبالغتها الخاصة وأساطيرها، وتسلحُها بحجة قوية وهي الخضوع - وهذا أمر مؤسف، لأنه كان غير ضروري بالمرة».
انتقد ميتشيكو كاكوتاني، صحفي في جريدة «نيويورك تايمز» بشدة الكتاب قائلًا: «للأسف هذا النوع من الكتب، مُغرض ومكتوب بمنطق الذاتية ويعطي النسوية اسما سيئا».
واتُهمت فالودي باستخدام هجمات 11 سبتمبر كمنصة لإعادة صياغة العديد من الحجج التي أدلت بها في رد فعل عكسي. بالإضافة إلى ذلك، اتهمت كاكوتاني فالودي بتجاهل الأدلة التي من شأنها التشكيك في نظرياتها مع تقديم أدلة غير موثقة لدعمها.
فقد قالت: «... كتاب مؤذٍ ضعيف ومنفذ بشكل سيء، ويُعتبر واحد من أكثر الأشياء هراءً، والتي نُشرت بعد أحداث الحادي عشر من سبتمبر ».
وكان لجون ليونارد، وهو صحفي آخر في جريدة «نيويورك تايمز» له نظرة أكثر إيجابية عن الكتاب، فقد قال: «في كتاب حلم الأرهاب تقوم الكاتبة المتشككة بقراءة كل شيء ، وتخمين الجميع، ومشاهد الكثير من البرامج التلفزيونية، ونقل الوثائق من الأرشيف مثل طرد الأرواح».